# Nana Plaza
Nana Plaza (anteriormente Nana Entertainment Plaza) é um complexo de entretenimento e distrito da luz vermelha em Banguecoque, Tailândia. Originalmente construído como um shopping center, o Nana Plaza ocupa um prédio comercial de três andares no distrito de Khlong Toei, em Bangkok, a cerca de 300 metros da Estação Nana do Metrô de Bagkok. Ele se descreve como o "maior playground adulto do mundo". Seu nome se origina da influente família Nana, proprietária de empreendimentos, sendo Lek Nana o membro mais proeminente.
Junto com Soi Cowboy e Patpong, Nana Plaza é um dos três distritos da luz vermelha mais concentrados de Bangkok. Todos atraem principalmente turistas.

## História
O edifício em forma de U do Plaza tem um formato aproximadamente quadrado, com uma única abertura no lado oeste, e consiste em um andar térreo e dois andares adicionais dispostos em torno de um pátio. Começou como um restaurante e shopping center no final da década de 1970. Durante o início da década de 1980, alguns bares go-go apareceram e gradualmente substituíram as lojas e restaurantes.[carece de fontes?] Em meados da década de 1980, cerca de vinte bares go-go foram abertos no pátio de três níveis, aproveitando a expansão de hotéis turísticos na região.
Em 2012, o Nana Plaza foi vendido para uma empresa tailandesa da JVC, a Nana Partners Co Ltd., co-propriedade da Fico Corporation e do Panthera Group (formalmente conhecido como Eclipse Group) – um dos maiores operadores de bares e casas noturnas da Tailândia – por rumores de US$ 25.000.000 depois que o terreno foi herdado por sete irmãs que não queriam ter nada a ver com uma área de luz vermelha.[carece de fontes?] O Panthera Group reformou o complexo, tornando-se o proprietário e fornecendo os serviços de gestão e segurança.

## Instalações
Três hotéis de curta duração, um dos quais foi reformado, operam no último andar. Os hotéis de curta duração alugam quartos por hora ou mais para clientes que querem levar uma bargirl para sexo. A maioria das bargirls no Nana Plaza sai com os clientes mediante o pagamento de uma multa de bar. É proibido fumar em ambientes fechados. Há dois elevadores, um no lado norte do prédio e outro no sul.[carece de fontes?] O prédio fecha às 03:00 e fica inativo até a noite seguinte. Em 2016, duas garçonetes do bar go-go Bangkok Bunnies do Plaza disseram que recebiam salários mensais equivalentes a £ 130 (US$ 165) e gorjetas diárias equivalentes a £ 11–16 (US$ 14–20). Isso se compara a um salário médio mensal de 2016 na Tailândia de cerca de 13.800 bahts (US$ 388).
Em julho de 2019, o Nana Plaza contava com 30 bares e três "hotéis".
Em julho de 2019, havia sete bares de kathoey ("travestis") no Nana Plaza; Vários outros bares contam com algumas travestis em suas formações, além de suas dançarinas go-go regulares.

## Galeria

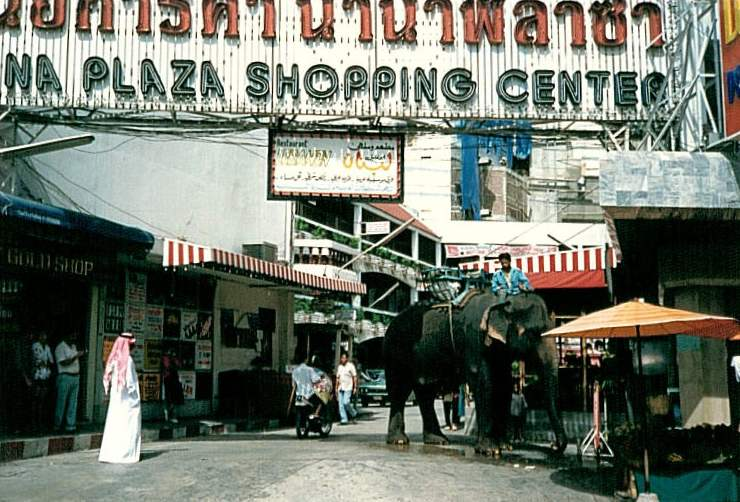
Entrada do Nana Plaza quando era um shopping center
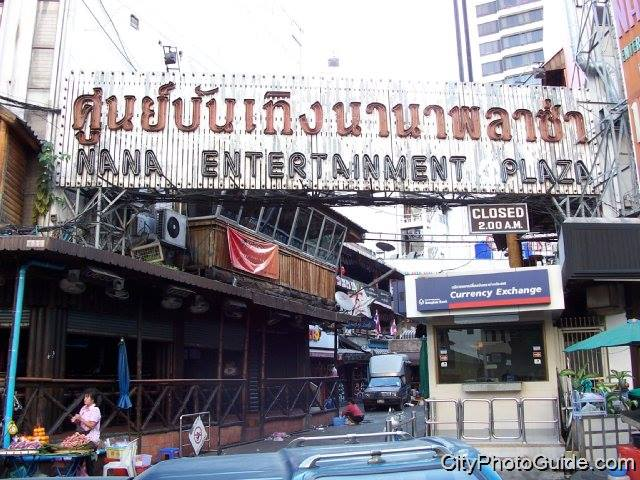
Entrada do Nana Entertainment Plaza mostrando a antiga sinalização suspensa
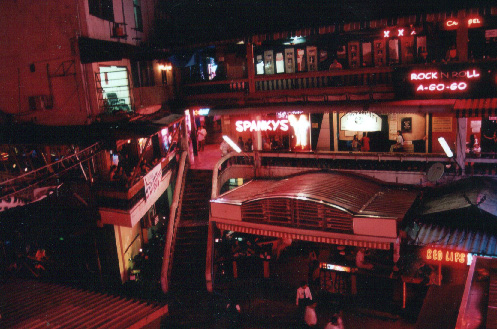
Nana Plaza, maio de 2004
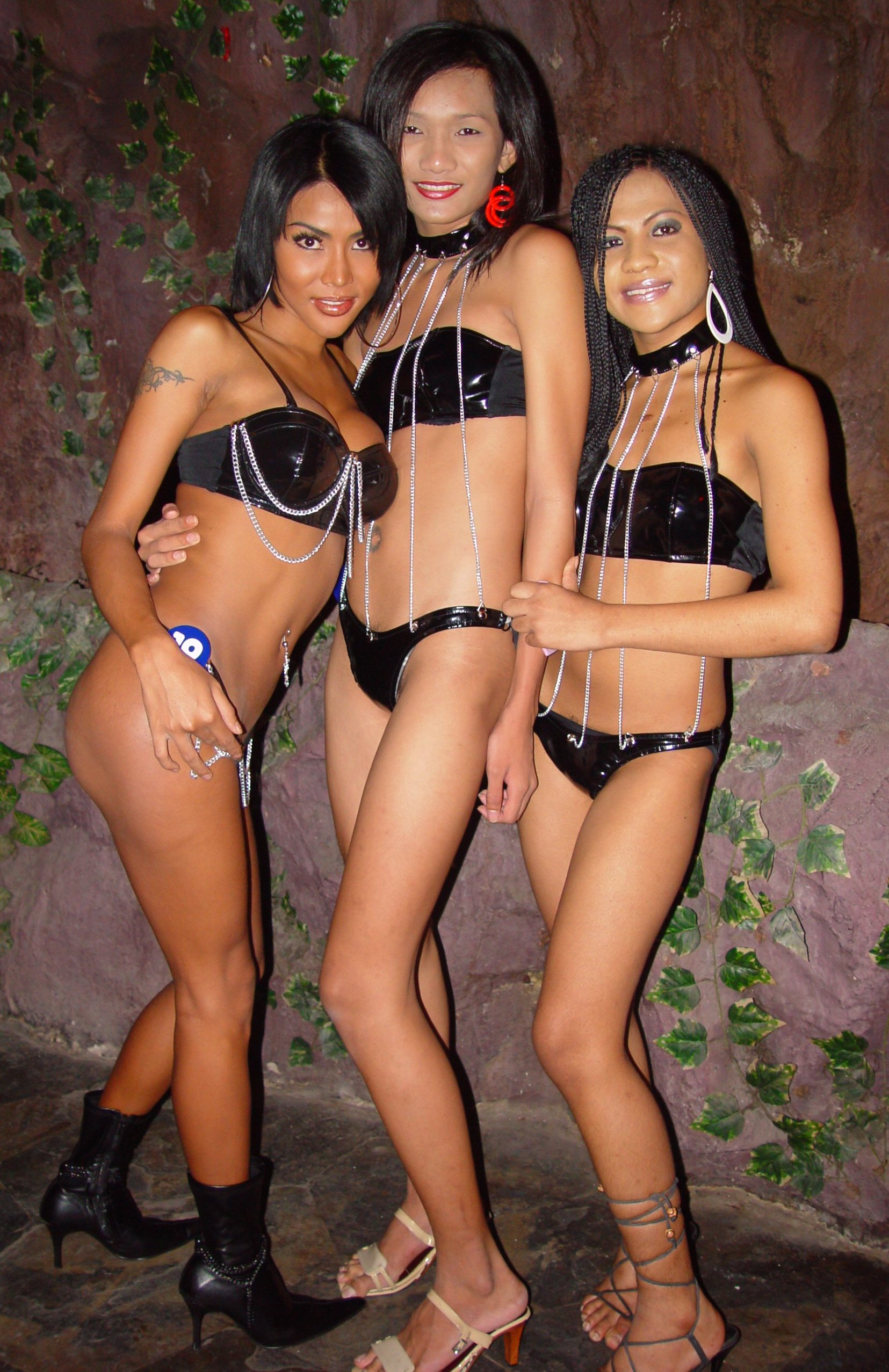
Travestis, Cascade Bar
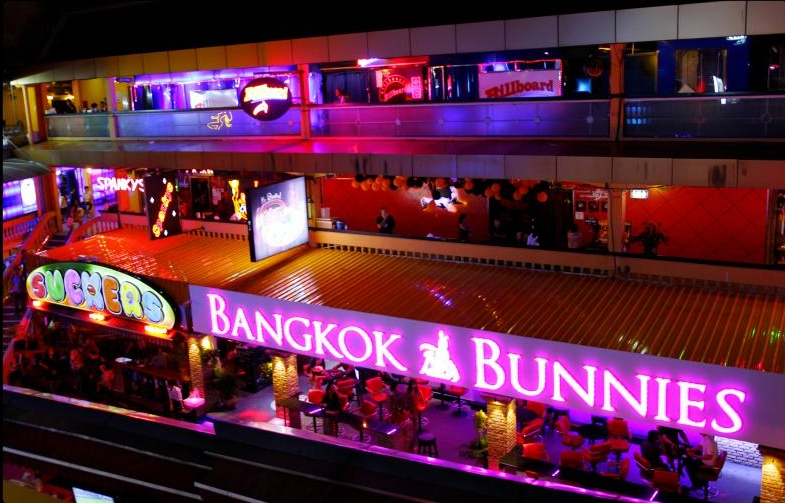
Nana Plaza, novembro de 2015